# Petřínská komunikace
Petřínská komunikace je označení pro urbanistický projekt z 20. a 30. let 20. století. Cílem bylo propojit severozápadní části (Břevnov, Hradčany, Dejvice, Střešovice) s historickou Prahou. Projekt nebyl realizován a parkový charakter Petřínských sadů zůstal nezměněn.

## Historie
S koncepcí petřínské komunikace jako první přišel vrchní purkrabí Karel hrabě Chotek už v polovině 19. století. Poté, co nechal postavit v roce 1831 tzv. Chotkovu silnici, která propojila severní Malou Stranu serpentinou s Píseckou branou poblíž Dejvického nádraží, tehdy nově budované Lánské koněspřežky. Karel hrabě Chotek navrhl cestu po petřínských svazích pro zmnožení dopravních spojů mezi centrální Prahou s oblastmi na severozápadě.

## Soutěže o návrhy na řešení dopravní sítě
Na začátku dvacátých let 20. století vyšel zákon o Velké Praze: Praha se administrativně rozšířila o předměstí a v nich probíhala velká stavební výstavba. Stále rostl počet automobilů v pražských ulicích. Státní regulační komise opakovaně (v roce 1920, 1922 a 1937) vypisovala soutěže na řešení dopravního propojení centra města se severními a severozápadními částmi Prahy. Doprava měla být řešena pomocí obvodové třídy kolem historického města a to tak, že provoz z Letné, Bubenče a Holešovic by se letenskou komunikací (o které v té samé době vznikaly projekty) dostal na Štefánikův most, dále na třídu Revoluční, ulicí Na příkopě a Národní třídou k Újezdu. Pokračováním měla být výstupní komunikace petřínským svahem až k Pražskému hradu a Střešovicím. Petřínská cesta měla snížit provoz v Nerudově ulici. Soutěž vypsána v roce 1920 nesla název Letenská, avšak zároveň řešila i dopravní spojení přes petřínský svah. Z 18 architektů 12 podalo návrh i na to téma. Nejvýše oceněný byl projekt dvojice autorů František Vahala a Vlastislav Lhota. Cestu projektovali od mostu Legií, trasu vedli od konce Vítězné třídy po úpatí Petřína směrem na sever, serpentinou skrz Schönbornskou zahradu a mírným stoupáním přes zahradu Lobkovickou, následně podél Strahovského kláštera na Pohořelec. Autoři dále navrhli z Pohořelce napojení na komunikaci na Mariánských hradbách, tím byl Pražský hrad propojen s městem.
Alfred Pollak nezačínal v prodloužení mostu Legií, ale o něco dál na sever a jeho komunikace si vyžádala několik průlomů v stávající malostranské zástavbě. Serpentina, kterou použil, měla větší poloměr oblouků (tím utrpěl svah) a pod Schönbornskou zahradou umístil krátký tunel.
Dvojice autorů Ladislav Skřivánek – Josef Šejna získala v soutěži druhou cenu. Začátek komunikace byl z ulice Hellichovy, serpentina mířila nejdříve k jihu a po té zpět k Seminářské zahradě, pod kterou vedli krátký tunel.
Antonín Engel (člen poroty) podal návrh mimo soutěž: cesta ústila také z Hellichovy ulice, ale použil dvojitou serpentinu (tím by se značně rozrušila plocha Seminářské zahrady).
Spoluautoři Pavel Janák, Alois Kubíček a E. Svoboda začínali komunikaci ze zahrady Kinských, odtud přímým směrem do Seminářské zahrady a Lobkovicovou zahradou kolem Strahovského kláštera do Úvozu, odkud trasa pokračovala vyhlídkovým způsobem pod hradními zahradami až na Letnou v délce 5,4 km.
Druhá soutěž z roku 1922 se zabývala úpravou pobřežní částí Malé Strany a mimo jiné i tématem petřínské cesty. František Lehmann ve svém projektu začínal cestu v prodloužení mostu Legií, Vítěznou třídou a pokračoval krátkým tunelem. Alois Dryák začátek cesty stáčel od ústí mostu Legií doleva po bývalých hradbách a po nabrání jisté výšky stočil trasu zpět mezi bývalá kasárna a budovu Sokola a pokračoval dále nahoru. Miloš Váněček začínal trasu na novém náměstí u Hellichovy ulice. Projekt spoluautorů Bohuslava Fuchse, Josefa Štěpánka a Antonína Moudrého se odlišoval od předchozích, vyslovili se proti vedení serpentiny po úbočí Petřína. Zeleň chtěli otevřít veřejnosti, navrhovali sloučit petřínské sady se zahradou Seminářskou a se zahradami Michnova, Chotkova a Nostického paláce. Navrhovali postavit vstupní parter do petřínských zahrad v ústí Hellichovy ulice ve tvaru, který se podobal amfiteátru.
Soutěž o podobu výstupní komunikace na Petřín v roce 1926 vypsala Pražská obec. Soutěžní podmínky určila Státní regulační komise: preference silnice bez zákrut přímými tahy po svahu aby doprava byla rychlá, Újezd měl být přemostěn nástupní rampou aby komunikace získala výšku už při patě petřínského svahu, silnice měla mít dvě vozovky pro elektrickou dráhu, dvě vozovky pro auta a široký chodník. Z důvodu reprezentativní cesty na Pražský hrad, bylo doporučeno aby cesta byla vyhlídková. Přímé tahy použili: Alois Dryák, Bohumil Hypšman, František Albert Libra, František X.Čtrnáctý, dvojice autorů Josef Chochol – Zdeněk Pešánek a trojice autorů František Svoboda – Bohumil Švarc – Miloš Váněček. Další čtyři architekti projektovali serpentiny, mezi nimi i Vlastislav Hofman, který získal první cenu, přestože navrhl cestu se dvěma zákruty. V zákrutech umístil kruhové vyhlídkové terasy s pergolami, další byly podél přímého úseku komunikace za Lobkovicovou zahradou. Komunikace vyústila na Pohořelec, ale druhým ramenem pokračovala na Břevnov. Vlastislav Hofman navrhl dvojí nájezd na Újezdu: a) trasou vedoucí z mostu Legií a následně ulicí Říční, b) cestou ze Smíchova prostřednictvím prodloužení ulice Rošických. Začátek i konec komunikace ozdobil branami. Druhá cena byla udělena Aloisu Dryákovi, který řešil začátek nástupní rampou: a) v prodloužení Vítězné třídy, b) z nedaleké ulice Plaské, kde postavil monumentální schodiště při patě Petřína. Jeho tahy petřínským svahem byly přímé.
Třetí místo v soutěži obdrželo autorské trio František Svoboda – Bohumil Švarc – Miloš Váněček. Vyprojektovali výraznou železobetonovou rampu v ose mostu Legií, kterou začali zvedat už v polovině mostu, aby nabrali rychlost při patě Petřína. Vítězná třída pod rampou vypadala jako krytá pasáž. Komunikace byla vedena přímými tahy svahem, část trasy byla v tunelu. Nad tunelem byla vyhlídková restaurace.
Josef Chochol a Zdeněk Pešánek navrhli začátek výstupní rampy na křižovatce ulic Zborovská a Chotkova. Na úpatí Petřína se pak tento nájezd setkal s druhým nástupním tahem od náměstí Kinských. Odtud komunikace pokračovala soustavou přímých tahů propojených oblouky na Pohořelec. František X. Čtrnáctý navrhl vést hlavní silniční tah z Lobkovické zahrady přes Vlašskou ulici k Úvozu. Zde se cesta měla větvit na odbočku k Hradčanskému náměstí a hlavní komunikace by směřovala do Dejvic.
Komunikace, ať přímými tahy svahem či serpentinou, by ve výsledku nevratně narušila parkové návrší Petřína. Státní regulační komise v roce 1930 předložila výsledný plán petřínské komunikace: šířka cesty 14 m, poloměry směrových oblouků pod 30 m, stoupání nejvíce 4 procenta, vedení komunikace v ose mostu Legií a vyústění na Dlabačově.
Nakonec k realizaci vítězného návrhu ze soutěže v roce 1926 nedošlo. V roce 1937 byla vypsána soutěž na úplně nové možnosti dopravy, minimum architektů se zabývalo petřínskou komunikací. Emanuel Hruška navrhl dráhu vedenou tunelem pod Strahovem. Svahy Petřína zůstaly ve své nezměněné podobě.

## Kritika a alternativní řešení
Záměr petřínské komunikace zásadně odmítal Klub Za starou Prahu. Naopak příznivě se k myšlence komunikace (bez tramvajové trati) stavěl architekt Bohumil Hübschmann, člen vedení (Domácí rady) tohoto klubu, který byl Státní regulační komisí vyzván k vypracování projektu. Klub reagoval svoláním protestního shromáždění Na obranu Petřína 1. dubna 1937 za účasti řady spolků a podepsání petice a dále byla uspořádána odborná anketa, ze které vzešel požadavek na vypsání veřejné soutěže na vyřešení spojení centra města se severozápadní oblastí. V této soutěži vznikl návrh autorů Kubíček-Balcárek-Kopp dopravního řešení pomocí dvojice tunelů pod Strahovským stadionem a pod Letnou. Realizace pak byla díky druhé světové válce odložena, ale nakonec uskutečněna: nejdříve byl vybudován Letenský tunel (1953) a nakonec i Strahovský tunel, dokončen až v roce 1997.